# Каргадос-Карахос
Каргадос-Карахос (фр. Cargados Carajos), також відомі як скелі Святого Брендона (фр. Saint Brandon Rocks) — група невеликих острівців (від 16 до 40) і кораловий риф в Індійському океані. Є частиною Зовнішніх островів Маврикію. Розташовані за 300 км на північний схід від острова Маврикій.

## Географія
Загальна площа — 1,3 км². Риф тягнеться з півночі на південь більш ніж на 50 км, в ширину — близько 5 км. Іноді острова Карагадос-Карахос включаються в Маскаренські острови.
На деяких островах ростуть кокосові пальми.

## Тимчасові поселення
На острівці Рафаель (Raphael) знаходиться приватна рибальська станція (не менше 35 робочих, в сезон до 800), також на островах знаходиться метеорологічна станція (8 осіб в 1996 році). Невеликі поселення на острівцях Авокаре (Avocaré), Кокос (Cocos) і Південний (Sud). Поселення на острові Альбатрос (Albatros) закинуто в 1988 році.